# Venedikt Vasil'evič Erofeev

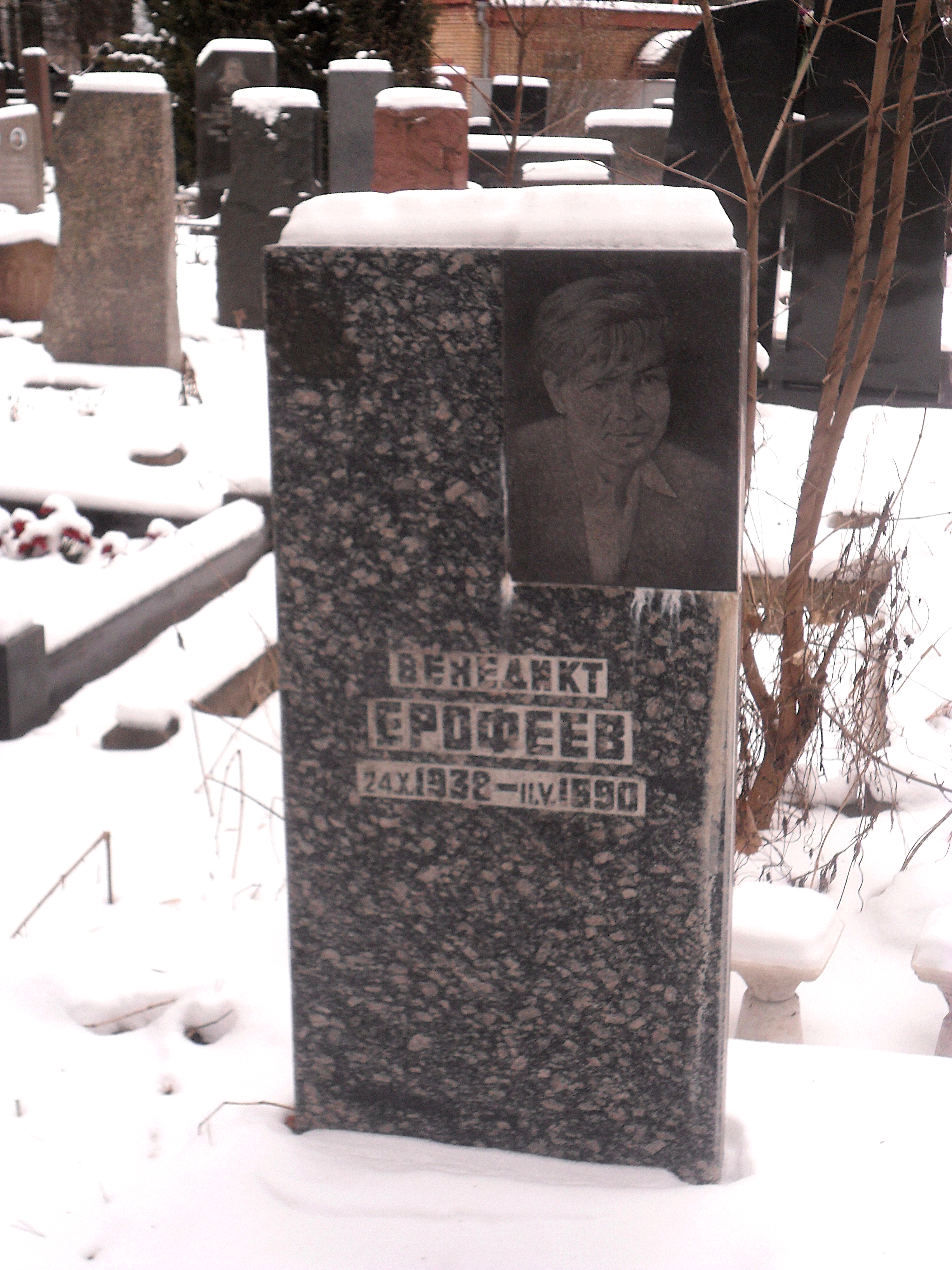
La tomba di Venedikt Vasil'evič Erofeev

Venedikt Vasil'evič Erofeev (Kirovsk, 24 ottobre 1938 – Mosca, 11 maggio 1990) è stato uno scrittore sovietico.

## Biografia
Espulso dalla facoltà di lettere, esordì nel 1956 con la redazione degli Appunti di uno psicopatico e, successivamente (1962), la pubblicazione de La buona novella.
Condusse una vita dissestata, dedita all'alcolismo e all'accattonaggio. Nel 1970 scrisse Mosca-Petuškì, la sua opera più importante (pubblicata per la prima volta in Israele nel 1973), in cui l'alter ego di Erofeev vaga per la città come un ubriacone, scoprendo infine la propria dimensione esistenziale.
Spesso dileggiato in patria, pubblicò nel 1985 la tragedia La notte di Valpurga, ambientata in un manicomio.

## Opere tradotte in italiano
- Moskva-Petuškì (Москва-Петушки, 1973). Edizioni italiane:
  - Mosca sulla vodka, Milano, Feltrinelli, 1977, 2004
  - Tra Mosca e Petuški, Roma, Fanucci, 2003
  - Mosca-Petuškì: poema ferroviario, traduzione di Paolo Nori, Macerata, Quodlibet, 2014
- Memorie di uno psicopatico (Записки психопата, 1956-58), Torino, Miraggi edizioni, 2017